# Кандышев, Михаил Ефимович
Михаил Ефимович Кандышев (1909 год, село Грачёвка, Оренбургская губерния, Российская империя — дата и место смерти не известны) — колхозник, звеньевой колхоза «Новый путь», Герой Социалистического Труда (1948).

## Биография
Родился в 1909 году в селе Грачёвка Оренбургской губернии.
После окончания курсов трактористов стал трудиться с 1930 года в Андреевской МТС Чкаловской области. В 1935 году переехал в Джамбульскую область Казахстана, где стал работать на Меркенском районном производственном комбинате.
Участвовал в Великой Отечественной войне. После демобилизации в 1946 году возвратился в Казахстан и стал работать в колхозе «Новый путь» Джамбульской области. Был назначен звеньевым полеводческого звена.
В 1946 году полеводческое звено под руководством Михаила Кандышева собрало с участка площадью 33 гектаров по 23 центнера зерновых. За этот доблестный труд был удостоен в 1948 году звания Героя Социалистического Труда.
Жена — Герой Социалистического Труда Пелагея Баева.

## Награды
- Медаль «За боевые заслуги» (1943)
- Медаль «За победу над Германией в Великой Отечественной войне 1941—1945 гг.»
- Герой Социалистического Труда (1948)
- Орден Ленина (1948)